# Baugy, Cher

Baugy este o comună în departamentul Cher, Franța. În 1 ianuarie 2022 avea o populație de 1.610 de locuitori.